# El rítmico Nelson
El Rítmico Nelson es el décimo sexto disco completo de la agrupación cubana que interpreta ritmos latinoamericanos, en esta placa interviene el cantante Nelson Pinedo, grabado en 1958. Es el vigésimo quinto long play comercial de la Sonora Matancera. 

## Temas
1. Muñeca Adorada
2. Mi Barquito Marinero
3. El Mochilón
4. El Muerto
5. Por qué Pensar
6. Mi Casita Linda
7. Eres el Motivo
8. El Vaquero
9. Trópico
10. Mi Pollito
11. Esas Cositas
12. Prieta y Santa

- Datos: Q5823211